# Schistidium dupretii
Schistidium dupretii (deutsch Kurzhaar-Spalthütchen oder Duprets Rotkäppchenmoos) ist eine Laubmoos-Art aus der Familie Grimmiaceae.

## Beschreibung
Die kleinen, weniger als 2 Zentimeter großen Pflanzen bilden kompakte, bräunliche oder manchmal olivfarbene, innen braune oder schwarzbraune Polster. Der Stämmchenquerschnitt zeigt einen deutlichen Zentralstrang aus mehr als 15 Zellen. Die Blätter sind eiförmig-lanzettlich und gekielt. Die Blattränder sind glatt, ebenso die Rippe. Eine Glasspitze ist meist sehr kurz, bis 0,15 Millimeter lang, oder fehlt oft ganz. Die Blattlamina ist einzellschichtig, selten sind im oberen Blattteil zweizellschichtige Flecken vorhanden.
Die Sporenkapsel ist teilweise in die Perichaetialblätter eingesenkt, die zylindrische Urne ist gewöhnlich etwa zweimal so lang wie breit (Schwankungsbereich Länge/Breite meist innerhalb von 1,5 bis 2,3). Die Exothecialzellen (Zellen der Außenschicht der Kapselwand) können aufrecht-rechteckig, quer-rechteckig oder quadratisch sein und bilden so ein uneinheitliches Muster. Die Zellwände sind dünnwandig mit deutlichen verdickten Ecken. Pro Kapsel sind etwa 6 Spaltöffnungen vorhanden. Die roten bis rotbraunen Peristomzähne sind 250 bis 380 Mikrometer lang und zurückgebogen bis zurückgeschlagen. Die fast glatten Sporen sind 8 bis 11 Mikrometer groß.

## Standortansprüche und Verbreitung
Schistidium dupretii ist eine montane bis alpine Art und wächst auf kalkreichem Substrat an lichten bis halbschattigen und luftfeuchten Orten. In den Alpen besiedelt es meist natürliche Felsstandorte. In den Gebirgslagen von Süd- und Mitteldeutschland ist es oft auf Beton zu finden. In der Ebene fehlt es.
Weltweit erstreckt sich das Verbreitungsgebiet auf Europa, Teile von Asien und auf Nordamerika.